# Glycyphana sarawakensis
Glycyphana sarawakensis är en skalbaggsart som beskrevs av Moser 1914. Glycyphana sarawakensis ingår i släktet Glycyphana och familjen Cetoniidae. Inga underarter finns listade i Catalogue of Life.